# Wojciech Nowicki
Pour les articles homonymes, voir Nowicki.
Wojciech Nowicki (né le 22 février 1989 à Białystok) est un athlète polonais, spécialiste du lancer de marteau, champion olympique à Tokyo en 2021. Il est également quintuple médaillé mondial et double champion d'Europe en 2018 et 2022.

## Biographie

### Premières médailles internationales (2015-2017)
Wojciech Nowicki glane la médaille de bronze lors des championnats du monde 2015, à Pékin, derrière Paweł Fajdek et Dilshod Nazarov, avec un lancer à 78,55 m. Il obtient le même métal l'année suivante aux Championnats d'Europe d'Amsterdam avec un jet à 77,53 m puis aux Jeux olympiques de Rio avec 77,73 m.
Le 27 juin 2017, lors du Golden Spike Ostrava, il dépasse pour la première fois la barrière des 80 mètres en réalisant 80,31 m. Dans ce concours, il réalise trois autres lancers supérieurs à son précédent record personnel (80,25, 79,41 et 79,35 m). Le 22 juillet il devient champion de Pologne avec un lancer à 80,47 m, battant le tenant du titre Fajdek.
Le 11 août, il décroche une nouvelle médaille de bronze lors des Mondiaux de Londres avec 78,03 m, derrière son compatriote Paweł Fajdek et le Russe Valeriy Pronkin.

### Champion d'Europe à Berlin (2018)
Le 7 août 2018, Wojciech Nowicki est sacré champion d'Europe à Berlin, son premier titre international, devant le tenant du titre, Pawel Fajdek.
Aux championnats du monde 2019 à Doha, le Polonais se classe initialement 4e de la finale du marteau avec 77,69 m, mais récupère la médaille de bronze après appel (ex aequo avec le Hongrois Bence Halász), en raison d'un premier lancer qui aurait dû être validé par les juges.

### Champion olympique à Tokyo (2021)
Le 4 août 2021, il est couronné champion olympique à Tokyo grâce à un jet à 82,52 m réalisé à son troisième essai, signant la meilleure performance de sa carrière, après avoir effectué quatre autres lancers au-delà des 80 mètres. Il est accompagné sur le podium par le Norvégien Eivind Henriksen et Pawel Fajdek.

### Nouvelles médailles mondiales et européennes (2022-2023)
Le 16 juillet 2022, il obtient la médaille d'argent des championnats du monde 2022 à Eugene avec un lancer à 81,03 m, s'inclinant de nouveau devant Fajdek. Moins d'un mois plus tard, il conserve son titre lors des championnats d'Europe de Munich avec un lancer à 82,00 m, meilleure performance mondiale de l'année.
Aux Mondiaux de Budapest en 2023, Nowicki doit encore une fois se contenter de l'argent avec une meilleure tentative mesurée à 81,02 m, échouant à vingt-trois centimètres du surprenant vainqueur canadien Ethan Katzberg. Il s'agit néanmoins de sa cinquième médaille planétaire en carrière.

## Palmarès
| Date | Compétition                         | Lieu                                | Résultat | Marque  |
| ---- | ----------------------------------- | ----------------------------------- | -------- | ------- |
| 2013 | Universiade                         | Kazan                               | 5e       | 75,32 m |
| 2015 | Championnats du monde               | Pékin                               | 3e       | 78,55 m |
| 2016 | Championnats d'Europe               | Amsterdam                           | 3e       | 77,53 m |
| 2016 | Jeux olympiques                     | Rio de Janeiro                      | 3e       | 77,73 m |
| 2016 | Challenge IAAF du lancer de marteau | Challenge IAAF du lancer de marteau | 3e       | —       |
| 2017 | Championnats du monde               | Londres                             | 3e       | 78,03 m |
| 2017 | Challenge IAAF du lancer de marteau | Challenge IAAF du lancer de marteau | 2e       | —       |
| 2018 | Coupe du monde                      | Londres                             | 1er      | 77,94 m |
| 2018 | Championnats d'Europe               | Berlin                              | 1er      | 80,12 m |
| 2018 | Challenge IAAF du lancer de marteau | Challenge IAAF du lancer de marteau | 1er      | —       |
| 2018 | Coupe continentale                  | Ostrava                             | 6e       | 71,74 m |
| 2019 | Championnats d'Europe par équipes   | Bydgoszcz                           | 1er      | 78,84 m |
| 2019 | Championnats du monde               | Doha                                | 3e       | 77,69 m |
| 2019 | Jeux mondiaux militaires            | Wuhan                               | 1er      | 77,38 m |
| 2021 | Jeux olympiques                     | Tokyo                               | 1er      | 82,52 m |
| 2022 | Championnats du monde               | Eugene                              | 2e       | 81,03 m |
| 2022 | Championnats d'Europe               | Munich                              | 1er      | 82,00 m |
| 2023 | Jeux européens                      | Chorzów                             | 1er      | 79,61 m |
| 2023 | Championnats du monde               | Budapest                            | 2e       | 81,02 m |
| 2024 | Championnats d'Europe               | Rome                                | 1er      | 80,95 m |
| 2024 | Jeux olympiques                     | Paris                               | 7e       | 77,42 m |

## Records
| Épreuve           | Marque  | Lieu  | Date        |
| ----------------- | ------- | ----- | ----------- |
| Lancer du marteau | 82,52 m | Tokyo | 4 août 2021 |